# Скриплицкий сельсовет
Скриплицкий сельсовет — административная единица на территории Кировского района Могилёвской области Белоруссии. Административный центр - агрогородок Скриплица.

## Инфраструктура
На территории сельсовета расположены предприятия: КСУП «Барчицы-агро» и КСУП «Нива-Барсуки», 1 фермерское хозяйство.

## Состав
Включает 13 населённых пунктов:
- Барчицы — агрогородок
- Викторовка — деревня.
- Вязовка — деревня.
- Глубоковичи — деревня.
- Забуднянские Хутора — деревня.
- Камерово — деревня.
- Капустино — деревня.
- Кистяни — деревня.
- Новое Залитвинье — деревня.
- Самодумовка — деревня.
- Скриплица — агрогородок.
- Старое Залитвинье — деревня.
- Хвойница — деревня.

## Культура
- Этнографический музей "Спадчына" в ГУО «Барчицкий учебно-педагогический комплекс детский сад-средняя школа» в агрогородке Барчицы